# NBCユニバーサルグローバル・ネットワークス・ジャパン
株式会社NBCユニバーサルグローバル・ネットワークス・ジャパン（エヌビーシーユニバーサルグローバル・ネットワークス・ジャパン、NBC Universal, Global Networks Japan）は、スカパー!をプラットフォームとする衛星一般放送事業者である。

## 概要
1996年9月、ソフトバンクによりJスカイB（現・スカパー!プレミアムサービス（標準画質））の株主系委託放送事業者のひとつとして設立された「スカイニュース企画」（スカイニュースきかく）が前身。1998年「コンピュータ・チャンネル」に社名変更、同年6月にスカパー!で放送開始。
その後、ジュピター・プログラミング（現・ジュピターテレコム メディア事業部門）の子会社を経て、NBCユニバーサル傘下となる。
2008年4月より、SCI FI（サイファイチャンネル）の放送を開始。同年6月、現在の社名に変更した。
2010年4月、SCI FIに代わり、ユニバーサルチャンネルの放送を開始した。

## 沿革
- 1996年（平成8年）9月5日 - スカイニュース企画株式会社設立。
- 1998年（平成10年）
  - 4月 - 会社名をコンピュータ・チャンネル株式会社に変更。
  - 6月1日 - スカイパーフェクTV!（Ch.755）で「コンピュータ・チャンネル」放送開始。
- 2001年（平成13年）12月1日 - 会社名をビー・ビー・ファクトリー株式会社に変更。
- 2002年（平成14年）4月1日 - スカイパーフェクTV!のチャンネル名を「Channel BB」に変更。
- 2003年（平成15年）7月1日 - Channel BB、「チャンネルBB」にチャンネル名変更。
- 2004年（平成16年）12月8日 - ソフトバンク・ブロードメディア株式会社（現・SBBM株式会社）が保有していたビー・ビー・ファクトリー株式をジュピター・プログラミングに売却。この間にJSBC2株式会社に社名変更。
- 2005年（平成17年）
  - 1月31日 - チャンネルBB放送終了。JSBC2、電気通信役務利用放送事業者（衛星役務利用）登録。
  - 2月1日 - JSBC2、リアリティTV（番組供給会社はリアリティTVジャパン）放送開始。
- 2007年（平成19年）11月8日 - ジュピターテレコム、保有するJSBC2株式をNBCユニバーサルに売却することで合意。
- 2008年（平成20年）
  - 3月31日 - リアリティTV放送終了。
  - 4月1日 - SCI FI（サイファイチャンネル）放送開始。
  - 6月1日 - 株式会社NBCユニバーサルグローバル・ネットワークス・ジャパンに社名変更。
- 2009年（平成21年）10月 - SCI FIの運営・営業をFOXインターナショナル・チャンネルズに委託。
- 2010年（平成22年）4月 - SCI FIをユニバーサルチャンネルにチャンネル名変更。
- 2011年（平成23年）9月 - 特典つきのユニバーサルチャンネル メールマガジンをスタート。

## 放送チャンネル
- コンピュータ・チャンネル（1998年6月1日 - 2002年3月31日）
- Channel BB→チャンネルBB（2002年4月1日 - 2005年1月31日）
- リアリティTV（2005年2月1日 - 2008年3月31日）
- SCI FI（サイファイチャンネル）（2008年4月1日 - 2010年3月31日）
- ユニバーサルチャンネル（2010年4月1日 - 2013年3月31日）